# Dunama I
Dunama I (m. 1140) foi um maí (rei) do Império de Canem da dinastia sefaua que governou de 1086 a 1140. Era sucessor de Humé. Sob seu governo, Canem tornou-se um poder político soberano no lago Chade, bem como em territórios a leste, sul e oeste do lado. Ele fez três hajes (peregrinações) a Meca e na terceira afogou-se no mar Vermelho. Diz-se que possuía 100 000 cavalos em seus exércitos e suas tropas usavam o litam, o véu que, descendo do turbante, cobria a parte inferior do rosto.